# Cyriak (Georgopetris)
Cyriak, imię świeckie Andreas Georgopetris (ur. 1945 w Chlomotinie) – grecki biskup prawosławny służący w jurysdykcji Patriarchatu Jerozolimskiego.

## Życiorys
Absolwent szkoły teologicznej przy Patriarchacie Jerozolimskim. W 1964 złożył wieczyste śluby mnisze, po czym został wyświęcony na diakona. Dwa lata później przyjął święcenia kapłańskie, zaś w 1967 otrzymał godność archimandryty. W tym samym momencie został wyznaczony na przełożonego klasztoru na górze Tabor. Kontynuował studia teologiczne na uniwersytecie w Atenach.
W 1972 otrzymał honorową godność wicezakrystiana bazyliki Zmartwychwstania Pańskiego w Jerozolimie, zaś w 1981 został jej głównym zakrystianem. Od 1984 do 1991 pełnił obowiązki przedstawiciela Patriarchatu w Akrze. W 1989 przyjął chirotonię na biskupa Antedonu, wikariusza metropolii Nazaretu.
W 1991 wyznaczony na metropolitę Nazaretu, od 2010 jest członkiem Świętego Synodu Patriarchatu Jerozolimskiego.